# 자레치니 (스베르들롭스크주)

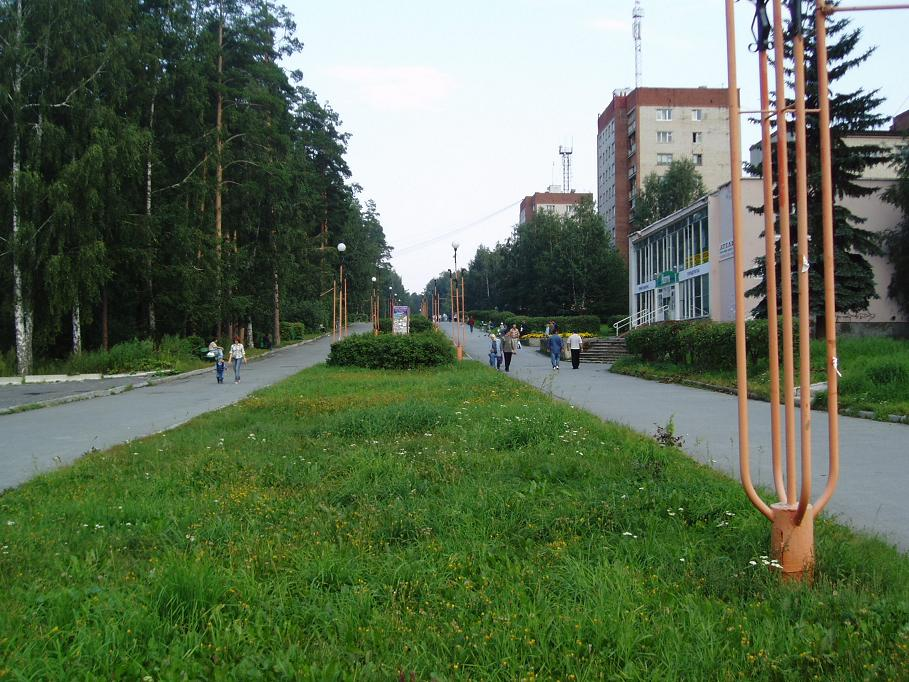

자레치니(러시아어: Заречный)는 스베르들롭스크 주에 위치한 도시이다.
인구는 2만7,900명(2003년)이다. 피시마 강이 흐르고 예카테린부르크에서 50km지점에 위치해 있다.